# Christopher Hampton
Christopher James Hampton, CBE, FRSL (Horta, 26 de janeiro de 1946) é um realizador de cinema, argumentista, dramaturgo e tradutor britânico. As suas obras mais conhecidas são a peça teatral Les liaisons dangereuses de 1985, o filme Ligações Perigosas de 1988, ambas baseadas no romance Les liaisons dangereuses do autor francês Pierre Choderlos de Laclos, e a adaptação cinematográfica da obra Atonement do escritor inglês Ian McEwan.

## Biografia
Filho dos britânicos Dorothy Patience (nascida Herrington) e Bernard Patrick Hampton, um engenheiro de telecomunicações que trabalhava na Cable & Wireless, Christopher Hampton nasceu na cidade portuguesa da Horta, nos Açores. Por causa do trabalho do seu pai, a sua família passou a morar em Adem no Iémen, e Alexandria no Egito, e posteriormente em Hong Kong e Zanzibar. A família teve de se mudar novamente, por causa da crise de Suez em 1956.
Após frequentar uma escola preparatória em Reigate, Surrey, Hampton estudou no colégio interno Lancing College, situado próximo à aldeia de Lancing, em West Sussex, onde distinguiu-se como sargento na Combined Cadet Force. David Hare foi um contemporâneo de Christopher Hampton e o seu professor foi Harry Guest.
Em 1964 aprendeu alemão e francês no New College, em Oxónia, e se diplomou com distinção em 1968.
Christopher Hampton começou a trabalhar com o teatro na Universidade de Oxónia, onde realizou a sua peça teatral When Did You Last See My Mother? na Oxford University Dramatic Society, relacionada à homossexualidade adolescente, refletindo as suas próprias experiências em Lancing. Christopher Hampton enviou a sua obra para Peggy Ramsay, que mostrou a William Gaskill, que se interessou nela. A peça foi encenada no Royal Court Theatre em Londres, e logo após no Comedy Theatre (conhecido atualmente como Harold Pinter Theatre) em 1966, tornando-se o escritor mais jovem da era moderna a realizar uma peça teatral nos teatros de West End. Entre 1968 e 1970, trabalhou como dramaturgo residente e gestor do Royal Court Theatre.
Christopher Hampton venceu o Óscar de melhor argumento adaptado em 1988 pelo filme Ligações Perigosas, e também foi nomeado ao mesmo prémio pela adaptação cinematográfica do romance do escritor britânico Ian McEwan em 2007.

## Obras
Peças teatrais
- 1966 – When Did You Last See My Mother?
- 1968 – Total Eclipse
- 1970 – The Philanthropist
- 1974 – Savages
- 1976 – Treats
- 1989 – Tales from Hollywood
- 1991 – White Chameleon
- 1995 – Alice's Adventures Under Ground
- 2002 – The Talking Cure
- 2012 – Appomattox[7]

Musicais
- 1993 – Sunset Boulevard com Don Black (letra e libreto), de Andrew Lloyd Webber
- 2001 & 2004 – Dracula, the Musical com Don Black (letra e libreto), de Frank Wildhorn
- 2012 – Rebecca (letra e libreto, traduzido do alemão)
- 2013 – Stephen Ward com Don Black (letra e libreto), de Andrew Lloyd Webber[8]

Adaptações
- 1977 – Tales from the Vienna Woods, Ödön von Horváth
- 1982 – The Portage to San Cristobal of A.H., da novela de George Steiner
- 1983 – Tartuffe, Molière
- 1985 – Les Liaisons Dangereuses, do romance de Pierre Choderlos de Laclos, para a Royal Shakespeare Company
- 1993 – Sunset Boulevard de Andrew Lloyd Webber
- 2001 & 2004 – Dracula, the Musical de Frank Wildhorn
- 2006 – Embers,[6] do romance de Sándor Márai
- 2009 – The Age of the Fish (em alemão: Jugend ohne Gott), do romance de Ödön von Horváth, para o Theater in der Josefstadt

Libretos
- 2005 – Waiting for the Barbarians, música de Philip Glass
- 2007 – Appomattox, música de Philip Glass
- 2014 – The Trial, música de Philip Glass

## Filmografia
| Ano  | Filme                                     | Referências |
| ---- | ----------------------------------------- | ----------- |
| 1973 | A Doll's House                            | [ 3 ] [ 7 ] |
| 1977 | Able's Will                               | [ 3 ] [ 7 ] |
| 1979 | Tales from the Vienna Woods               | [ 3 ] [ 7 ] |
| 1983 | Beyond the Limit (ou The Honorary Consul) | [ 3 ] [ 7 ] |
| 1986 | The Wolf at the Door                      | [ 3 ] [ 7 ] |
| 1986 | Hotel du Lac                              | [ 3 ] [ 7 ] |
| 1986 | The Good Father                           | [ 3 ] [ 7 ] |
| 1988 | Ligações Perigosas                        | [ 3 ] [ 7 ] |
| 1989 | The Ginger Tree                           | [ 3 ] [ 7 ] |
| 1992 | Tales from Hollywood                      | [ 3 ] [ 7 ] |
| 1995 | Carrington                                | [ 3 ] [ 7 ] |
| 1995 | Total Eclipse                             | [ 3 ] [ 7 ] |
| 1996 | Mary Reilly                               | [ 3 ] [ 7 ] |
| 1996 | The Secret Agent                          | [ 3 ] [ 7 ] |
| 2002 | The Quiet American                        | [ 3 ] [ 7 ] |
| 2003 | Imagining Argentina                       | [ 3 ] [ 7 ] |
| 2007 | Atonement                                 | [ 3 ] [ 7 ] |
| 2009 | Chéri                                     | [ 3 ] [ 7 ] |
| 2011 | Um Método Perigoso                        | [ 3 ] [ 7 ] |
| 2012 | Ali and Nino                              | [ 3 ] [ 7 ] |
| 2013 | The Thirteenth Tale                       | [ 3 ] [ 7 ] |

## Reconhecimentos
| Ano  | Prémio                                                                    | Categoria                          | Obra                     | Resultado | Referências |
| ---- | ------------------------------------------------------------------------- | ---------------------------------- | ------------------------ | --------- | ----------- |
| 1970 | Prémios Evening Standard Theatre                                          | Melhor comédia                     | The Philanthropist       | Venceu    | [ 9 ] [ 7 ] |
| 1970 | Prémios Theatre Critics                                                   | Melhor peça teatral revelação      | The Philanthropist       | Venceu    | [ 10 ]      |
| 1970 | Prémio Tony                                                               | Melhor peça                        | The Philanthropist       | Indicado  | [ 11 ]      |
| 1983 | Prémios Evening Standard Theatre                                          | Melhor comédia                     | Tales from Hollywood     | Venceu    | [ 12 ]      |
| 1986 | Prémios Evening Standard Theatre                                          | Melhor peça                        | Les Liaisons Dangereuses | Venceu    | [ 12 ]      |
| 1989 | Prémios da British Academy Film                                           | BAFTA de melhor argumento adaptado | Ligações Perigosas       | Venceu    | [ 13 ]      |
| 1989 | 61.º Óscar                                                                | Óscar de melhor argumento adaptado | Ligações Perigosas       | Venceu    | [ 14 ]      |
| 1989 | London Film Critics' Circle                                               | Argumentista do Ano                | Ligações Perigosas       | Venceu    | [ 7 ]       |
| 1989 | Prémio da Writers Guild of America                                        | Melhor argumento original          | Ligações Perigosas       | Venceu    | [ 15 ]      |
| 1995 | Festival de Cannes                                                        | Prémio do Júri                     | Carrington               | Venceu    | [ 16 ]      |
| 1995 | Prémios Goya da Academia das Artes e Ciências Cinematográficas de Espanha | Melhor filme europeu               | Carrington               | Indicado  | [ 17 ]      |
| 1996 | Universidade do Sul da Califórnia                                         | Prémio USC Scripter                | Carrington               | Indicado  | [ 18 ]      |
| 1996 | Festival Internacional de Cinema de Mar del Plata                         | Melhor filme                       | The Secret Agent         | Indicado  | [ 19 ]      |
| 2008 | 80.º Óscar                                                                | Óscar de melhor argumento adaptado | Atonement                | Indicado  | [ 20 ]      |